# البهائية في بيرو
البهائية في بيرو تبدأ بالإشارة إلى بيرو في الأدب البهائي منذ عام 1916، مع أول زيارة للبهائيين في عام 1919. ومع ذلك، لم يتم تأسيس مجتمع بهائي يعمل في بيرو حتى ثلاثينيات القرن الماضي مع بداية وصول رواد بهائيين من الولايات المتحدة. وتطور ذلك إلى العثور على متحولين إلى البهائية من بيرو، مما أدى إلى تحقيق مجتمع بهائي وطني مستقل في عام 1961. قدرت جمعية بيانات الأديان (التي تعتمد بشكل رئيسي على دليل المسيحية العالمي) عدد البهائيين في بيرو بحوالي 41,300 بهائي في عام 2010.

## ألواح عبد البهاء للخطة الإلهية
بدأت البهائية في أمريكا اللاتينية مع كتابات عبد البهاء، ابن مؤسس الدين، والتي أرسلها إلى أتباع الدين في الولايات المتحدة بين عامي 1916 و1917؛ هذه الكتابات تم تجميعها في كتاب بعنوان "ألواح الخطة الإلهية". وكان السابع من الألواح هو أول من ذكر مناطق أمريكا اللاتينية، وكتب في 8 أبريل 1916، ولكنه تأخر تقديمه في الولايات المتحدة حتى عام 1919، بعد نهاية الحرب العالمية الأولى وجائحة الإنفلونزا الإسبانية. تم ترجمة السابع من الألواح وتقديمه من قبل ميرزا أحمد سهراب في 4 أبريل 1919، ونُشر في مجلة "نجمة الغرب" في 12 ديسمبر 1919.
"يقول حضرة المسيح: سافروا إلى الشرق والغرب من العالم وادعوا الناس إلى مملكة الله. لذا يجب أن تشمل رحمة الله جميع البشر. لذلك، لا تعتقدوا أنه من الجائز ترك تلك المنطقة محرومة من نسيم فجر الهداية. لذا، اعملوا جاهدين بقدر ما تستطيعون لإرسال معلمين إلى تلك الأماكن يتحدثون اللغة بطلاقة، وهم مفصولون عن كل شيء سوى الله، متجذبون بروائح الله، ومطهرون من جميع الرغبات والإغراءات. ... غواتيمالا، هندوراس، السلفادور، نيكاراغوا، كوستاريكا، بنما والدولة السابعة بليز... يجب أن يكون المعلمون الذين يذهبون إلى تلك الأماكن أيضًا ملمين باللغة الإسبانية. اهتموا كثيرًا بالسكان الأصليين في أمريكا... وكذلك الجزر مثل... كوبا، هايتي، بورتو ريكو، جامايكا، ... جزر باهاما، حتى واتلينغ آيلاند الصغيرة... هايتي وسانتو دومينغو... جزر برمودا... الجمهوريات في قارة أمريكا الجنوبية – كولومبيا، الإكوادور، بيرو، البرازيل، غيانا، بوليفيا، شيلي، الأرجنتين، الأوروغواي، باراغواي، فنزويلا؛ وكذلك الجزر في شمال وشرق وغرب أمريكا الجنوبية مثل جزر فوكلاند، غالاباغوس، خوان فرنانديز، ترينيداد وتوباغو...."
كانت أولى خطوات المجتمع البهائي نحو أمريكا اللاتينية هي أن بعض الأفراد قاموا برحلات إلى المكسيك وأمريكا الجنوبية قرب أو قبل عام 1919. وكانت أبرز هذه الرحلات من قبل مارثا روت. شملت رحلات روت بيرو التي تم الإبلاغ عنها في أكتوبر 1920 في إصدار من "نجمة الغرب"، بما في ذلك الاتصال بعدد من الأشخاص من خلال الدكتور فارغاس.

## خطة السبع سنوات والعقود التالية
بين أوائل البهائيين المعروفين في بيرو كان لويس ماثيو (1935) وإيزابيل ستيبنس دودج (1935–1938). في 1 مايو 1936، كتب شوقي أفندي، الذي تم تعيينه خليفة لعبد البهاء، برقية إلى مؤتمر البهائيين السنوي في الولايات المتحدة وكندا، وطالب بتنفيذ منهجي لرؤية عبد البهاء. في برقيته كتب:

"أدعو المندوبين المجتمعين للتفكير في النداء التاريخي الذي أطلقه عبد البهاء في ألواح الخطة الإلهية. وأحث على التفكير الجاد مع الجمعية الوطنية القادمة لضمان إتمامه بشكل كامل. القرن الأول من عصر البهائية يقترب من نهايته. الإنسانية تدخل في أخطر مراحل وجودها. الفرص في هذه اللحظة ثمينة للغاية. ليتني أرى كل ولاية في الولايات المتحدة وكل جمهورية في قارة أمريكا تحتضن نور إيمان بهاء الله وتؤسس الأسس الهيكلية لترتيب عالمه."

بعد برقية 1 مايو، أرسل شوقي أفندي برقية أخرى في 19 مايو طالب فيها بإرسال الباحثين البهائيين بشكل دائم إلى جميع بلدان أمريكا اللاتينية. عينت الجمعية الوطنية للبهائيين في الولايات المتحدة وكندا لجنة بين-أمريكية لتولي الإعدادات. خلال مؤتمر البهائيين في أمريكا الشمالية لعام 1937، أرسل شوقي أفندي برقية ينصح فيها المؤتمر بتمديد مشاوراتهم للسماح للمندوبين والجمعية الوطنية بالتشاور حول خطة تمكن البهائيين من الذهاب إلى أمريكا اللاتينية، بالإضافة إلى إتمام الهيكل الخارجي معبد بهائي في ويلميت، إلينوي. بعد هذا النداء، سافر ستيوارت ونلي س. فرينش (1936) عبر بيرو. في عام 1937، تم إطلاق خطة السنوات السبع الأولى (1937–1944)، وهي خطة دولية صممها شوقي أفندي، والتي كان هدفها إقامة الدين البهائي في كل دولة في أمريكا اللاتينية. مع انتشار البهائيين الأمريكيين في أمريكا اللاتينية، بدأت المجتمعات البهائية والجمعيات الروحية المحلية بالتشكل في عام 1938 في مختلف دول أمريكا اللاتينية. انضمت إيزابيل ستيبنس دودج إلى والدتها، السيدة جويل ستيبنس، في صيف عام 1937.
كان أول رائد بموجب الخطة التالية هو إيف نيكلاين، التي سميت "الأم الروحية لبيرو" التي وصلت إلى بيرو في عام 1941. في 1942-1943 تمكنت من تنسيق عدد من المحاضرات التي قدمها البهائي فيليب سبراج، مما أسفر عن حضور عدة مئات من الأشخاص.
في عام 1943، خلال مؤتمر البهائيين السنوي في الولايات المتحدة، أعلن شوقي أفندي عن مؤتمر دولي شمالي وجنوبي يضم ممثلين من كل ولاية وإقليم في الولايات المتحدة وكندا ومن كل جمهورية في أمريكا اللاتينية. خلال هذا المؤتمر، كانت إيزابيل تيرادا دي بارادا وراي كيب بيتس ممثلين عن بيرو.
أُقيم أول مؤتمر بهائي في أمريكا الجنوبية في بوينس آيرس، الأرجنتين في نوفمبر 1946. في عام 1947 تم تعيين اللجنة الدولية للتعليم البهائي لأمريكا الجنوبية (CEPSA) وكان أعضاؤها الأوائل جميعهم من تشيلي. وتتمثل هدف اللجنة في تسهيل التحول في التوازن بين التوجيه الأمريكي والتعاون اللاتيني إلى التوجيه اللاتيني والتعاون الأمريكي. كان هذا التحول في المسار قد بدأ بحلول عام 1950 وكان من المقرر أن يُنفذ حوالي عام 1953.

### الانتقال إلى القيادة اللاتينية
تم الاحتفال بالمؤتمر البهائي الثاني في أمريكا الجنوبية في سانتياجو، تشيلي، في يناير 1948، وتم تنظيمه وتنفيذه من قبل CEPSA. وكان المندوب الرسمي من بيرو هو ميرسيدس سانشيز. في عام 1950، حصلت ديانة البهائيين على الاعتراف القانوني في تشيلي مع تشكيل جمعية روحية إقليمية دولية لأمريكا الجنوبية، وكان أعضاؤها الأوائل هم إدموند ميسلر من البرازيل، مارغوت وورلي من البرازيل، إيف نيكلين من بيرو، جيل وولسون من كولومبيا، إستيبان كاناليس من باراغواي، ميرسيدس سانشيز من بيرو، الدكتور ألكسندر ريد من تشيلي، رانغفالد تايتز من أوروغواي، ومانويل فيرا من بيرو.
في عام 1957، تم تقسيم هذه الجمعية إلى اثنين – الأول كان يضم أمريكا الجنوبية الشمالية/الشرقية مع جمهوريات البرازيل، بيرو، كولومبيا، الإكوادور، وفنزويلا في ليما، بيرو، والآخر كان يضم أمريكا الجنوبية الغربية/الجنوبية مع جمهوريات الأرجنتين، تشيلي، أوروغواي، باراغواي، وبوليفيا في بوينس آيرس، الأرجنتين. مثل هوراس هولي الجمعية الروحية الوطنية للولايات المتحدة في المؤتمرات التي عقدت في بنما وليما، بيرو، عندما تم انتخاب الجمعيات الوطنية للبهائيين في أمريكا اللاتينية.

## المجتمع الوطني
في عام 1961، تم انتخاب الجمعية الروحية الوطنية للبهائيين في بيرو.
بحلول عام 1963، كان هناك 19 مندوبًا للمؤتمر لانتخاب الجمعية الروحية الوطنية لبيرو. لانتخاب المجلس العالمي للعدالة، وهو رأس الدين الدولي منذ انتخابه في 1963، كان المندوبون للتصويت هم أعضاء الجمعيات الروحية الوطنية في العالم. تم تسجيل الأعضاء البيروفيين في الجمعية الوطنية لهذا الانتخاب الأول: غويليرمو أغيلار، فيدل فلوريس، سيزار لويسا، ليستر و. لونغ، ديمتريو موليرو، السيدة خيسوس ريفيرا، جوزيفينا روزاس، ميرسيدس سانشيز، والدكتور إنريكي سانشيز. في نفس الوقت، كان يُعرف أن هناك أعضاء من الدين بين السكان الأصليين بالقرب من أريكويبا، والناس الكيشوا. تم تشكيل جمعيات محلية في أريكويبا، كاخاماركا، كالاو، شيكلايو، هوانكايو، ليما، وقرى أخرى. كانت هناك مجموعات من البهائيين في كوسكو، بونتو تونغوس، وتروخيو، وبهائيون معزولون في جلكاماركا، تالارا، ويوريماغواس.

### الشعوب الأصلية
في عام 1975، تم تصوير بهائيين حضروا مؤتمر بهائي خاص بالكيشوا بجانب لافتة، التي تُترجم من الإسبانية إلى: "بهاء الله هو عودة فيراكوتشا."
في 1975-1976، سافرت يد الله السبب روحية خانم عبر القوارب عبر روافد نهر الأمازون في البرازيل وزارت أيضًا سلاسل الجبال العالية في بيرو وبوليفيا. تمت زيارة ستة وثلاثين قبيلة على مدار ستة أشهر؛ وكان الرحلة تسمى بعثة الضوء الأخضر.
عُقد أول مؤتمر دولي بهائي لأيمارا في جولي في بيرو في أغسطس 1978. وكان أكثر من 200 بهائي من بوليفيا، الإكوادور، وبيرو حاضرين. تم إجراء المؤتمر بالكامل بلغة الأيمارا.
في 1980، سافرت مجموعتان من البهائيين الأمريكيين الأصليين من ألاسكا وكندا والولايات المتحدة تمثل 10 قبائل تحت اسم مسار الضوء من الشمال إلى الجنوب بدءًا من منتصف يونيو، وعلموا في المكسيك وبليز وكوستاريكا وغواتيمالا وهندوراس وبنما وبوليفيا وتشيلي وبيرو وأخيرًا الإكوادور. في عام 1984، تم إعادة تنفيذ مسار الضوء عندما قامت مجموعة دولية من خمسة بهائيين بقضاء 17 يومًا في غواتيمالا؛ كانوا هنود مابوتشي من تشيلي، كيشوا من بيرو، بري بري من كوستاريكا، واثنان من الغواميس من بنما بالإضافة إلى جهود أخرى في المنطقة. تم الإشارة إلى المشاريع التي تروج للدين في جنوب بيرو في الثمانينات بين شعب أيمارا.

### التنمية الاجتماعية والاقتصادية
منذ نشأتها، كان للديانة البهائية دور في التنمية الاجتماعية والاقتصادية، بدءًا بتوفير مزيد من الحرية للنساء، وترويج تعليم النساء كأولوية، حيث تم تطبيق هذه المشاركة عمليًا من خلال إنشاء مدارس، تعاونيات زراعية، وعيادات. دخلت الديانة البهائية مرحلة جديدة من النشاط عندما تم إصدار رسالة من بيت العدل الأعظم بتاريخ 20 أكتوبر 1983. حيث تم حث البهائيين على البحث عن طرق، متوافقة مع تعاليم البهائيين، للمشاركة في التنمية الاجتماعية والاقتصادية للمجتمعات التي يعيشون فيها. في جميع أنحاء العالم في عام 1979، كان هناك 129 مشروعًا معترفًا به رسميًا للتنمية الاجتماعية والاقتصادية للبهائيين. بحلول عام 1987، ارتفع عدد المشاريع المعترف بها رسميًا إلى 1482.
منذ عام 1977، أنشأت المجتمع الدولي للبهائيين العديد من محطات الإذاعة في جميع أنحاء العالم، خاصة في الأمريكتين. تشمل البرامج الأخبار المحلية، والموسيقى، والمواضيع المتعلقة بالتنمية الاجتماعية والاقتصادية والمجتمعية، والبرامج التعليمية التي تركز على اللغة والثقافة الأصلية، ومواد بهائية تمهيدية وتعليمية. تم دراسة هذه المحطات الإذاعية من قبل أساتذة من جامعة نورث وسترن من 1980 إلى 1982، وبشكل مختصر في 1983، واستعرضت مشاريع إذاعة البهائيين في بيرو وبوليفيا، وأسفرت عن رسالة دكتوراه قدمها كيرت جون هاين في 1985، والذي قام بعد ذلك بالخدمة في إذاعة WLGI للبهائيين. تم إنشاء محطة إذاعية بهائية في بيرو للحفاظ على الثقافة المحلية من خلال تقديم رواة القصص المحليين والموسيقى المسجلة في مهرجانات سنوية للموسيقى الأصلية التي ترعاها المحطة.
شارك موظفو المشاريع في بوليفيا، تشيلي وبيرو في تدريبات متتالية، وسافر موظفو إذاعة الإكوادور إلى بيرو وبوليفيا للمساعدة في تلك المشاريع. أُبرز في الملاحظات أن:
"الشيء الأكثر أهمية وضروريًا هو الحفاظ على فريق سعيد ومحترم مليء بالحماس. حاول أن يكون أكبر نسبة ممكنة من موظفيك من السكان الأصليين. على الأقل 75%. من الأفضل أن يدع الشخص الأصلي يقوم بشيء خاطئ من أن لا تُعطِه الفرصة ويقوم به شخص أجنبي."
في بيرو، كانت إحدى المبادرات الخاصة بعام الشباب الدولي هي عندما حضر حوالي خمسمئة شاب من ثمانية عشر دولة في أمريكا اللاتينية، أمريكا الشمالية، وأوروبا مؤتمرًا للشباب في ليما عام 1985. من بين القبائل والمجموعات الأصلية التي تم تمثيلها كانت الأيمارا والكيشوا (الإكوادور، بوليفيا، بيرو)، المابوتشي (تشيلي) والأغوارونا (بيرو). كانت سبع وأربعون منظمة شبابية ممثلة رسميًا في الندوات. تم تنظيم المؤتمر تحت إشراف الجمعية الوطنية للبهائيين في بيرو، وافتتحه الدكتور أنخيل ديغادو، عمدة ليما بالنيابة. اختتم الحدث بإنشاء ثمانية مشاريع شبابية وطنية ودولية بما في ذلك زراعة حوالي 2000 شجرة في ساحة غراو في ليما.

#### مبادرات أخرى
• في 2000، امتنعت بيرو عن التصويت في قرار الأمم المتحدة بشأن حقوق الإنسان المتعلق بالبهائيين في إيران.
• تعاونت جماعة البهائيين في بيرو مع "المعهد الدولي للتنمية" لتعزيز فهم الأديان المتنوعة بهدف الحصول على اعتراف حكومي أوسع للأديان غير الكاثوليكية، مما أدى إلى تأسيس مديرية جديدة للشؤون بين الأديان.

## مؤتمر إقليمي 2008
تم الدعوة إلى عقد مؤتمرات إقليمية من قبل بيت العدل الأعظم في 20 أكتوبر 2008 للاحتفال بالإنجازات الأخيرة في بناء المجتمعات على المستوى الشعبي وللتخطيط للخطوات التالية في تنظيم النشاطات في المناطق المحلية. وبعد شهر فقط، استضافت الجمعية الروحية الوطنية للبهائيين في الإكوادور مؤتمراً إقليمياً في نوفمبر 2008، حيث حضره أكثر من 1000 بهائي.

### التعداد السكاني
اعترفت الحكومة الأمريكية بالبهائيين في بيرو في وقت مبكر من عام 2005 وقدّرت جمعية أرشيف بيانات الأديان (التي تعتمد بشكل كبير على دليل المسيحية العالمي) عدد البهائيين في عام 2010 بحوالي 41,300 بهائي.

## روابط خارجية
- Official الموقع الإلكتروني للهيئة الروحية الوطنية للبهائيين في بيرو
- الصفحة الرسمية للمعبد البهائي لأمريكا الجنوبية